# شهرستان شنندوا (ویرجینیا)
شهرستان شنندوا، ویرجینیا (به انگلیسی: Shenandoah County, Virginia) یک سکونتگاه مسکونی در ایالات متحده آمریکا است که در ویرجینیا واقع شده‌است.

## خصوصیات
شهرستان شنندوا ۱٬۳۲۶٫۰۸ کیلومترمربع مساحت دارد.